# Skylar Spence
Ryan DeRobertis (Baltimore, Maryland, 2 de febrero de 1993) conocido por su nombre artístico Skylar Spence, pero sobre todo conocido como SAINT PEPSI, es un productor de música electrónica y cantante estadounidense.
Creció en Farmingville y estudió música por dos años en el Boston College. Su proyecto SAINT PEPSI comenzó en diciembre de 2012, el cual ha sido uno de los más grandes referentes del Future Funk y Vaporwave tanto musicalmente como estéticamente. 
Actualmente reside en Brooklyn.

## Carrera musical
Stereogum lo nombró en su sección Band To Watch "banda para observar" en julio de 2013, elogiando a su música como "adictiva y divertida".  Pitchfork elogió su obra "Mr. Wonderful", la pista principal del EP del 2014 Gin City, que fue alojada en el blog de música Gorilla vs. Bear.  En febrero, Gorilla vs. Bear también alojó el estreno de la pista "Baby".
En junio de 2014, SAINT PEPSI se unió a un tour con Painted Palms después de firmar por Carpark Records, cuya lista incluye artistas como Beach House, Cloud Nothings, Toro y Moi y Memory Tapes.

## Estilo musical
El estilo musical de DeRobertis ha sido descrito bajo las categorías de future funk, vaporwave, disco pop, future pop, liquid disco, slow jam y gibber boogie, aunque también oscila entre varios géneros musicales tradicionales. También incorpora sonidos poco convencionales en su música, usando sonidos, por ejemplo, de Mario Kart 64. Comúnmente samplea canciones pop, funk y disco.
The Fader califica como "refrescante" su llegada a los Top 40 hits, y afirma que su música es "inquieta, nostálgica y de sonidos curiosos."  Ryan ha sido citado diciendo: "Me atraen los sonidos melodiosos, estructuras de acordes complejos; sintetizadores y tambores extravagantes; y me gusta tomar el pop a acapellas y ver cómo puedo deformar las canciones manteniendo la melodía casi completamente intacta  [...] Básicamente, quiero crear música pop para locos".

## Discografía

### Bajo SAINT PEPSI

#### Álbumes
- Laser Tag Zero (27 de diciembre de 2012)
- Triumph International (1 de enero de 2013)
- New Generation (2 de enero de 2013)
- World Tour (3 de enero de 2013)
- Empire Building (29 de enero de 2013)
- Late Night Delight Archivado el 1 de noviembre de 2020 en Wayback Machine. (junto a Luxury Elite) (2 de febrero de 2013)
- Studio 54 (7 de marzo de 2013)
- Winner's Circle (split with ショッピングワールドjp) (11 de mayo de 2013)
- Hit Vibes (31 de mayo de 2013)
- Mannequin Challenge (30 de agosto de 2019)

Sencillos
- Better (20 de abril de 2013)
- Carly Rae Jepsen - Call Me Maybe (SAINT PEPSI edit) (5 de junio de 2013)
- Mr. Wonderful (14 de enero de 2014)
- Five Grammies Archivado el 29 de septiembre de 2020 en Wayback Machine. (25 de enero de 2020)
- We Can Make It (24 de marzo de 2020)

#### Extended plays
- Local Singles (28 de diciembre de 2013)
- Gin City (25 de febrero de 2014)

### Bajo Skylar Spence

#### Álbumes
- Prom King (18 de septiembre de 2015)

#### Sencillos
- "Fiona Coyne / Fall Harder" (12 de agosto de 2014)
- "Can't You See" (7 de julio de 2015)
- "Faithfully" (10 de octubre de 2016)
- "Carousel / Crywolf" (5 de septiembre de 2018)

#### Mezclas
- Mysteryland (15 de junio de 2016)
- (Hit Vibes) Alive 2020 (26 de agosto de 2020)